# سگ راکونی معمولی
سگ راکونی معمولی یا سگ‌راکون معمولی (نام علمی: Nyctereutes procyonoides) نوعی سگ‌سان بومی شرق آسیاست. این حیوان خویشاوندی نزدیکی با راکون ندارد و نزدیک‌ترین خویشاوندانش روباه‌ها هستند اما با توجه به شباهت ظاهری به راکون به این نام معروف شده‌است. چهار زیرگونه  یون‌نانی،  چینی،  اوسوری و  کره‌ای از این جانور شناسایی شده‌است. سگ راکونی ژاپنی به عنوان یک گونه در کنار سگ راکونی معمولی شناخته شده است. سگ‌های راکونی اغلب به رنگ‌های خاکستری و سیاه دیده می‌شوند.
سگ راکونی به همراه روباه خاکستری آمریکای شمالی تنها سگ‌سانی است که توانایی بالا رفتن از درخت را دارد. جمعیت بومی این جانور در شرق آسیا (چین، کره و ژاپن) به دلیل شکار، تجارت خز، توسعه شهرها و نگهداری به عنوان حیوان اهلی در حال کاهش است اما همچنان جمعیت مناسبی دارد. در دوران شوروی حدود ده هزار سگ راکونی در نقاط مختلف کشور رها شدند تا به عنوان یک منبع خز شکار شوند. در سال‌های بعد جمعیت آن‌ها افزایش یافته و وارد کشورهای اروپای غربی و اسکاندیناوی هم شدند و به عنوان یک گونه غیربومی خطری برای حیات وحش بومی محسوب می‌شوند.
این حیوان برای استفاده از پوستش در تهیه لباس شکار می‌شود و در برخی مناطق نیز به همین منظور پرورش داده می‌شود. در چین بر اساس یک برآورد حدود یک‌ونیم میلیون راکون‌سگ در مزارع تولید خز نگهداری می‌شوند. در فنلاند در سال ۲۰۰۰ حدود ۱۷۰ هزار سگ راکونی شکار شد. در لهستان میزان شکار بیش از ۶ هزار است و در ژاپن در دهه ۱۹۹۰ به‌طور میانگین سالانه ۴۵۰۰ سگ راکونی شکار می‌شدند.
گرگ مهم‌ترین دشمن طبیعی سگ راکونی است و در تاتارستان ۵۵ درصد و در شمال غرب روسیه تا ۶۴ درصد تلفات این جانور به دلیل شکار گرگ است. روباه سرخ نیز توله‌های سگ راکونی را می‌کشد و حتی دیده شده که بالغان را هم گازهای مرگبار گرفته‌است. گورکن اوراسیایی، وَشَق اوراسیایی و پرندگان شکاری بزرگ مانند عقاب طلایی، عقاب دم‌سفید و شاه‌بوف نیز از دیگر شکارچیان این جانوران هستند.
گروهی از دانشمندان بین‌المللی داده‌های ژنتیکی از نمونه‌های جمع‌آوری‌شده در بازاری در چین و در نزدیکی منطقه‌ای که نخستین موارد کووید-۱۹ در انسان شناسایی شده بود را بررسی کرده و می‌گویند که شواهد نشان می‌دهند این همه‌گیری از جانوران و به احتمال زیاد از «سگ‌های راکونی» منشأ گرفته است، نه از آزمایشگاه‌ها.
با این حال کارشناسان دیگر هنوز تجزیه‌وتحلیل این دانشمندان را تأیید نکرده‌اند و در نتیجه این نتایج فعلاً در هیچ مجله تخصصی منتشر نشده‌است.

## تغذیه
سگ راکونی همه‌چیزخوار است و از جوندگان کوچک، دوزیستان، ماهیان، خرچنگ، حشره‌ها، لاشه، گیاهان و میوه‌ها تغذیه می‌کند.

## ویژگی‌های ظاهری
بیشترین درازای سگ‌های راکونی از سر تا دُم ۷۸ سانتی‌متر و وزن آن‌ها حدود ۱۰ کیلوگرم است.

## زیستگاه
سگ‌های راکونی در انواع زیستگاه‌ها دیده می‌شوند، اما جنگل‌ها و منطقه‌های پُر درخت را ترجیح می‌دهند.

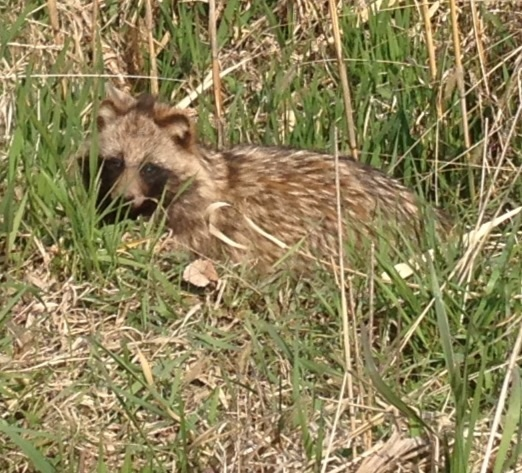
سگ راکونی کره‌ای

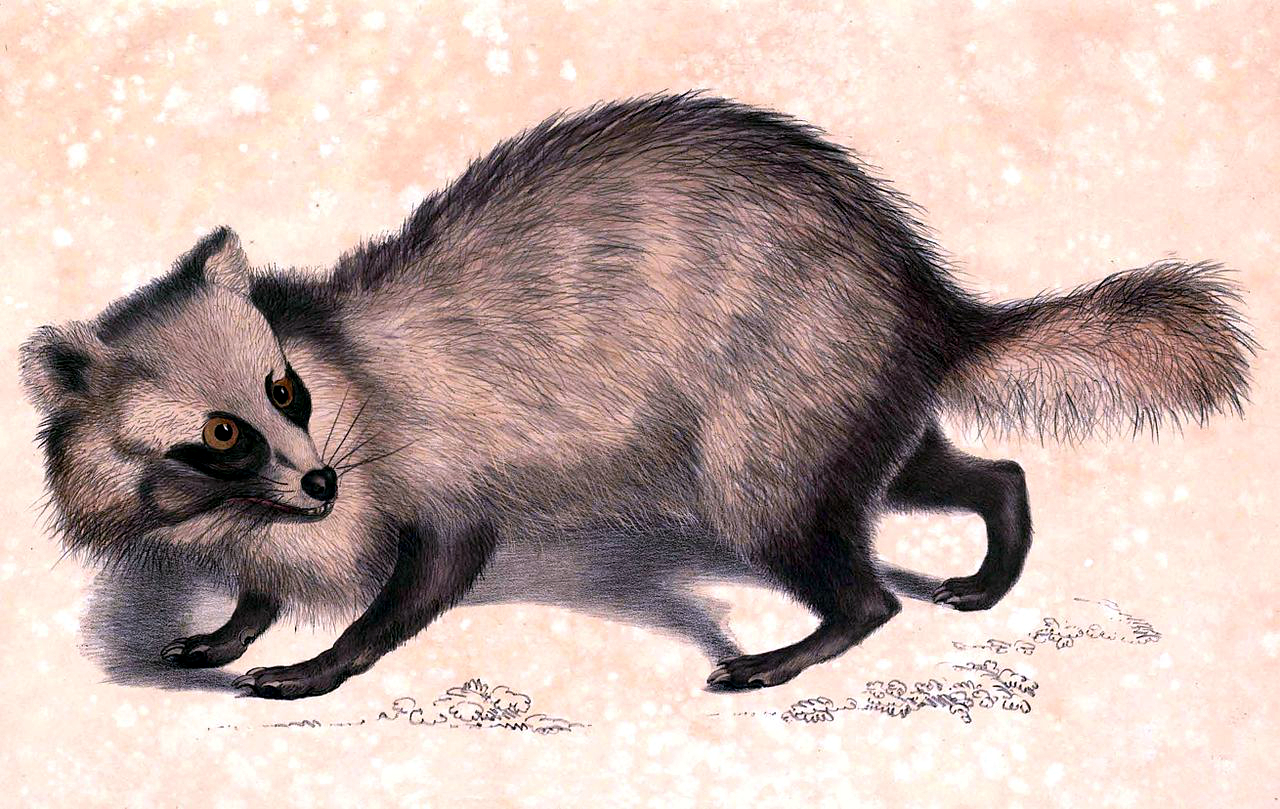
سگ راکونی چینی